# Loud, Fast Ramones: Their Toughest Hits
Best of the Chrysalis Years kompilacijski je album od američkog punk rock sastava Ramones, koji izlazi u svibnju 2002.g. Ova Ramonesova kompilacija sadrži skladbe koje je napisao Johnny Ramone. Početna naklada od 50.000 primjeraka sadrži i bunus disk s osam skladbi pod imenom Ramones Smash You: Live ’85. Bonus disk sadrži prethodno neobjavljene skladbe, uživo snimljene 25. veljače 1985. u Lyceum Theatre, London. Disk je značajan po tome što je jedina uživo službeno objavljena snimka na kojoj Richie Ramone svira bubnjeve.

## Popis pjesama
Sve pjesme napisao je sastav Ramones, osim gdje je drugačije naznačeno. 

### Disk prvi
1. "Blitzkrieg Bop" – 2:11  (Ramones)
2. "Beat on the Brat" – 2:31  (Joey Ramone)
3. "Judy Is a Punk" – 1:31   (Joey R.)
4. "Gimme Gimme Shock Treatment" – 1:40
5. "Commando" – 1:51
6. "Glad to See You Go" – 2:10   (Lyrics: Dee Dee R. / Music: Joey R.)
7. "Pinhead" – 2:42   (Dee Dee R.)
8. "Rockaway Beach" – 2:06   (Dee Dee R.)
9. "We're a Happy Family" – 2:39
10. "Sheena Is a Punk Rocker" – 2:48   (Joey R.)  /1
11. "Teenage Lobotomy" – 2:01
12. "I Wanna Be Sedated" – 2:29   (Joey R.)
13. "I'm Against It" – 2:06
14. "I Wanted Everything" – 3:13   (Dee Dee R.)
15. "I Just Want to Have Something to Do" – 2:41   (Joey R.)
16. "Rock 'n' Roll High School" – 2:17   (Joey R.)
17. "Do You Remember Rock 'n' Roll Radio?" – 3:49   (Joey R.)
18. "The KKK Took My Baby Away" – 2:29   (Joey R.)
19. "Psycho Therapy" – 2:35  (Dee Dee Ramone / Johnny Ramone)  /2
20. "Outsider" – 2:09   (Dee Dee R.)
21. "Highest Trails Above" – 2:09   (Dee Dee R.)
22. "Wart Hog" – 1:54   (Dee Dee R. / Johnny R.)  /3
23. "Mama's Boy" – 2:10   (Dee Dee R. / Johnny R. / Tommy R.)
24. "Somebody Put Something in My Drink" – 3:19  (Richie Ramone)
25. "I Wanna Live" – 2:36   (Dee Dee R. / Daniel Rey)
26. "Garden of Serenity" – 2:26   (Dee Dee R. / D. Rey)
27. "I Believe in Miracles" – 3:18   (Dee Dee R. / D. Rey)
28. "Main Man" – 3:26   (Dee Dee R. / D. Rey)  /4
29. "Strength to Endure" – 2:59   (Dee Dee R. / D. Rey)  /4
30. "The Crusher" – 2:26   (Dee Dee R. / D. Rey)  /4

1. Originalna distribucija singl verzije od ABC Recordsa.
2. Sing verzija od Sire Recordsa.

### Bonus Disk
Sve su skladbe uživo snimljene u Lyceum Theatre, London, 25. veljače 1985.
1. "Do You Remember Rock 'n' Roll Radio?" – 3:16  (Joey Ramone)
2. "Psycho Therapy" – 2:04  (Dee Dee Ramone / Johnny Ramone)
3. "Suzy Is a Headbanger" – 1:37
4. "Too Tough to Die" – 2:09   (Dee Dee R.)
5. "Smash You" – 2:17   (Richie Ramone)
6. "Chinese Rock" – 1:59  (Dee Dee R. / Richard Hell)
7. "Howling at the Moon (Sha–La–La)" – 2:57   (Dee Dee R.)
8. "I Don't Wanna Go Down to the Basement" – 1:50   (Dee Dee R. / Johnny R.)

## Izvođači
- Joey Ramone - prvi vokal
- Johnny Ramone – gitara
- Dee Dee Ramone - bas-gitara, prateći vokali, prvi vokal u skladbi "Wart Hog", prijelazni vokali u skladbi "Outsider"
- C. J. Ramone – bas-gitara, prateći vokali, prvi vokal u skladbama "Main Man", "Strength to Endure", "The Crusher"
- Marky Ramone - bubnjevi
- Richie Ramone - bubnjevi, prateći vokali
- Tommy Ramone - bubnjevi

### Ostali izvođači
- Barry Goldberg – orgulje, pianino
- Dick Emerson – klavijature
- David Hassel – udaraljke
- Steve Douglas – saksofon
- Graham Gouldman - prateći vokali
- Russell Mael - prateći vokali
- Ian Wilson - prateći vokali
- Rodney Bingenheimer - pljesak
- Harvey Robert Kubernik - pljesak
- Phast Phreddie - pljesak

### Produkcija
- Bob Gruen – Umjetnički rad, Fotografija
- Hugh Brown – Art Direkcija
- Tony Bongiovi, Graham Gouldman, Jean Beauvoir, Craig Leon, Glen Kolotkin, Phil Spector, Ritchie Cordell, Daniel Rey, Bill Laswell, The Ramones – Producenti
- B.J. Papas, Jill Furmanovsky, Michael Ochs, Robert Matheu, Clemens Rikken, Danny Fields – Fotografija
- Brian Kehew – Miks
- David Fricke – Zabilješke
- Johnny Ramone – Kompilacija
- Sean Donahue – DJ
- Dan Hersch – Remastering
- Steven P. Gorman – Foto istraživanje
- Randy Perry, Leigh Hall – Asistent projekta
- Mick McKenna – Projekcija
- Bryan Lasley – Art Direkecija, Dizajn
- Sheryl Farber – Obrada
- Marc Salata – Menadžer projekta
- Steve Woolard – Diskografski komentar, Zabilješke
- George DuBose – Fotografija, Dizajn omota albuma, Analiza detalja, Dizajn odjeće, Dizajn uložaka
- Ed Stasium – Producent, Projekcija
- Tommy Ramone – Producent, Projekcija
- Bill Inglot – Kompilacijski producent, Remastering, Miks
- Gary Stewart – Kompilacijski producent

## Vanjske poveznice
- discogs.com - Ramones - Loud, Fast Ramones: Their Toughest Hits